# Sindicato dos Trabalhadores Agrícolas da Coreia
O Sindicato dos Trabalhadores Agrícolas da Coreia (STAC; ou Federação Coreana de Trabalhadores Agrícolas) é um sindicato e uma organização de massas para trabalhadores agrícolas na Coreia do Norte. É uma das organizações de massa mais importantes do país. O STAC foi fundado em 1946 e reformada em 1965 segundo as linhas do líder norte-coreano Kim Il-sung, Teses sobre a Questão Rural Socialista em Nosso País. A organização faz parte da Frente Popular Frente Democrática para a Reunificação da Pátria e é diretamente controlado pelo Comitê Central do Partido dos Trabalhadores da Coreia.
O UAWK educa seus 1,6 milhão de membros — tanto fazendeiros quanto trabalhadores de escritório e trabalhadores braçais no setor agrícola — sobre questões agrícolas. Além disso, a organização educa em questões ideológicas, incluindo Juche. O atual presidente é Kim Chang-yop.

## História
O Sindicato foi fundado como Sindicato dos Agricultores da Coreia do Norte em 31 de janeiro de 1946. Em fevereiro de 1951, foi fundido com seu equivalente sul-coreano, a Federação Geral de Sindicatos de Agricultores, para formar o Sindicato dos Agricultores da Coreia. A organização adotou seu nome atual em 25 de março de 1965. A razão por trás da mudança de nome foi a decisão de renovar a organização de acordo com as diretrizes estabelecidas no trabalho de Kim Il-sung sobre política agrícola de 1964, Teses sobre a Questão Rural Socialista em Nosso País.

## Organização
A organização está sediada na capital Pyongyang. É controlado diretamente pelo Comitê Central do Partido dos Trabalhadores da Coreia. O STAC é um membro da Frente Popular Frente Democrática pela Reunificação da Pátria.
O atual presidente do STAC é Kim Chang-yop. Seu antecessor foi Ri Myong-kil, que por sua vez foi precedido por Seong San-sop em abril de 1998. Seong foi precedido por Choe Seong-suk, que era o presidente desde 1993.

## Filiação
O número de membros atuais do sindicato de 1,6 milhão é inferior aos três milhões da década de 1980. Os cidadãos norte-coreanos devem ser membros de pelo menos uma organização de massa afiliada ao partido, entre elas a STAC, a Federação Geral dos Sindicatos da Coreia e a União Socialista das Mulheres da Coreia. A afiliação ao STAC está aberta a agricultores em fazendas coletivas com idades entre 31 e 65 (60 para mulheres), bem como a trabalhadores de escritório e trabalhadores manuais no setor agrícola.
Além de educar sobre questões agrícolas, a organização oferece educação ideológica, incluindo a ideia Juche. O papel da organização por vezes é caracterizada como "doutrinar e controlar ... em vez de [representar] os trabalhadores".